# Siúiska
Siúiska (en rus: Сюйська) és un poble de l'óblast de Nóvgorod, a Rússia, segons el cens del 2018 tenia 35 habitants.